# Sarce
Die Sarce ist ein Fluss im Département Aube in der Region Grand Est in Frankreich. Sie entspringt im Gemeindegebiet von Bragelogne-Beauvoir, entwässert anfangs in östlicher Richtung, dreht dann auf Nord und mündet nach rund 30 Kilometern bei Virey-sous-Bar als linker Nebenfluss in einen Seitenarm der Seine.

## Orte am Fluss
- Bragelogne-Beauvoir
- Bagneux-la-Fosse
- Avirey-Lingey
- Jully-sur-Sarce
- Virey-sous-Bar